# ブラックダイヤモンド・イクイップメント

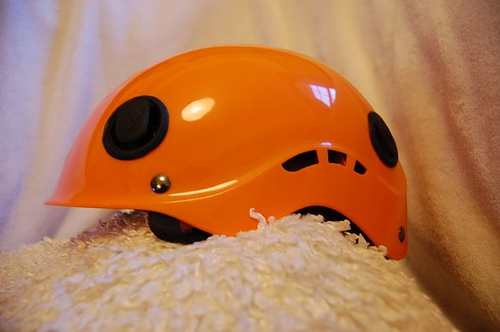
ヘルメット

ブラックダイヤモンド・イクイップメント（Black Diamond Equipment Ltd. ）は、アメリカ合衆国ユタ州ソルトレイクシティにある登山用品メーカーである。
創業者のピーター・メトカーフ（Peter Metcalf ）はニューヨークのマンハッタンで生まれ、その後郊外に引っ越して自然に親しむようになった。ボーイスカウトに入団して登山に目覚め、15歳の夏にビギナー・ロッククライミング・ウィークエンドという講習会に参加、その翌年には有名な登山学校NOLSで5週間のコースを履修した。1982年にイヴォン・シュイナード率いるシュイナード・イクイップメントのセールスマネージャーとなった。
クライミングブームで初心者が多くなり、山岳事故に関して用品メーカーへの訴訟が起こされるようになって、シュイナード・イクイップメントが取扱注意の記載や保険料の支払いなどで利益を圧迫され、イヴォン・シュイナードはパタゴニアの経営に専念するためシュイナード・イクイップメントの工場設備を社員に譲ることにし、ピーター・メトカーフを筆頭として社員8人によりカリフォルニア州ベンチュラでブラックダイヤモンドが設立された。
1991年ソルトレイクシティに移転した。